# What Went Down
What Went Down è il quarto album in studio del gruppo rock britannico Foals, pubblicato nell'agosto 2015.

## Tracce
1. What Went Down – 5:00
2. Mountain at My Gates – 4:02
3. Birch Tree – 4:21
4. Give It All – 4:47
5. Albatross – 5:23
6. Snake Oil – 4:21
7. Night Swimmers – 4:44
8. London Thunder – 4:14
9. Lonely Hunter – 4:37
10. A Knife in the Ocean – 6:52

## Formazione
- Yannis Philippakis – voce, chitarra
- Jack Bevan – batteria
- Jimmy Smith – chitarra
- Walter Gervers – basso, cori
- Edwin Congreave – tastiere, cori